# Белошицкая Слобода
Белоши́цкая Слобода́ (укр. Білошицька Слобода) — село в Корюковском районе Черниговской области Украины. Население 660 человек. Занимает площадь 3,003 км².
Почтовый индекс: 15320. Телефонный код: +380 4657.

## Власть
Орган местного самоуправления — Белошицко-Слободский сельский совет. Почтовый адрес: 15320, Черниговская обл., Корюковский р-н, с. Белошицкая Слобода, ул. Шевченко, 21.